# Campagna del Red River
La campagna del Red River fu una serie di operazioni militari lungo il Red River in Louisiana svolte dal 10 marzo al 22 maggio 1864 nel corso della guerra di secessione americana, nel quadro del Teatro Trans-Mississippi. La campagna rappresentò un'iniziativa dell'Unione che, con più di 30 000 uomini sotto il comando del magg. gen. Nathaniel Banks, affrontò le truppe confederate del ten. gen. Richard Taylor, le cui forze inizialmente ammontavano a 10 000 uomini diventati quasi 20 000 con l'arrivo dei rinforzi (2 brigate texane, 1 divisione del Missouri e una dell'Arkansas).
La campagna fu un attacco fortemente voluto da Banks e da molti e influenti politici del nord e avversata da Ulysses S. Grant inserito nel più ampio progetto di invasione dell'Alabama. Nonostante le vittorie nordiste in numerosi scontri, si risolse con un cocente fallimento dell'Unione, caratterizzato da scarsa pianificazione e cattiva gestione, nessun obiettivo venne compiutamente raggiunto. Taylor difese con successo la valle del Red River Valley nonostante la netta inferiorità numerica.

## Battaglie
| Battaglia                    | Luogo                             | Data         | Esito                                                         | Comandanti e Effettivi Unione | Comandanti e Effettivi CSA        | Perdite Unione | Perdite CSA | Note                                                                               |
| ---------------------------- | --------------------------------- | ------------ | ------------------------------------------------------------- | ----------------------------- | --------------------------------- | -------------- | ----------- | ---------------------------------------------------------------------------------- |
| Battaglia del Fort De Russy  | Fort De Russy, Louisiana          | 14 marzo     | vittoria dell'Unione                                          | A.J. Smith J.A. Mower 10 000  | William Byrd 350                  | 50             | 324         |                                                                                    |
| Battaglia di Elkin's Ferry   | Contee di Clark e Nevada          | 3-4 aprile   | vittoria dell'Unione                                          | Frederick Steele 8 500        | John S. Marmaduke 7 500           | 38             | 54          | nell'ambito della Spedizione Camden                                                |
| Battaglia di Mansfield       | Parrocchia di De Soto             | 8 aprile     | vittoria confederata                                          | Nathaniel Banks 12 000        | Richard Taylor 7 000              | 2 186          | 1 000       |                                                                                    |
| Battaglia di Pleasant Hill   | Parrocchie di De Soto e di Sabine | 9 aprile     | vittoria tattica dell'Unione, vittoria strategica confederata | Nathaniel Banks 12 000        | Richard Taylor 12 100             | 1 369          | 1 626       |                                                                                    |
| Battaglia di Prairie D'Ane   | Contea di Nevada                  | 9-13 aprile  | vittoria dell'Unione                                          | Frederick Steele              | Sterling Price                    |                |             | nell'ambito della Spedizione Camden                                                |
| Battaglia di Blair's Landing | Parrocchia di Red River           | 12-13 aprile | vittoria dell'Unione                                          | Thomas Kilby Smith            | Thomas Green                      | 7              | 200         |                                                                                    |
| Battaglia di Poison Spring   | Contea di Ouachita                | 18 aprile    | vittoria confederata                                          | James M. Williams             | John S. Marmaduke Samuel B. Maxey | 301            | 114         | nell'ambito della Spedizione Camden                                                |
| Battaglia di Monett's Ferry  | Parrocchia di Natchitoches        | 23 aprile    | vittoria dell'Unione                                          | Nathaniel Banks               | Hamilton P. Bee                   | 200            | 400         |                                                                                    |
| Battaglia di Marks' Mills    | Contea di Cleveland               | 25 aprile    | vittoria confederata                                          | Francis M. Drake              | James F. Fagan                    | 1 500          | 293         | nell'ambito della Spedizione Camden                                                |
| Battaglia di Jenkins' Ferry  | Contea di Grant                   | 30 aprile    | vittoria dell'Unione in ritirata                              | Frederick Steele 12 000       | Edmund Kirby Smith 10 000         | 700            | 1 000       | nell'ambito della Spedizione Camden la vittoria unionista rese possibile il ritiro |
| Battaglia di Mansura         | Mansura, Louisiana                | 16 maggio    | vittoria dell'Unione                                          | Nathaniel Banks               | Richard Taylor                    |                |             |                                                                                    |
| Battaglia di Yellow Bayou    | Parrocchia di Avoyelles           | 18 maggio    | vittoria dell'Unione                                          | Nathaniel Banks               | Hamilton P. Bee                   | 360            | 500         |                                                                                    |

## Antefatti
Fin dall'inizio della guerra, Texas e Louisiana rappresentavano un serbatoio fondamentale di cibo e rifornimenti per le truppe confederate. Le fiorenti piantagioni di cotone costituivano per il Sud il fulcro finanziario per il sostenimento dei costi del conflitto. L'occupazione del Texas orientale e il controllo del Red River avrebbero separato il Texas dal resto della Confederazione.
Il Generale in capo dell'Unione Henry W. Halleck progettò per l'inizio del 1864 la riunificazione degli eserciti dei generali Banks, Porter, Steele e A.J. Smith: 35 000 uomini da sottoporre al comando del Magg. Gen. Nathaniel Banks con i quali muovere alla conquista della Louisiana e successivamente del Texas.

## Svolgimento della Campagna
La marcia dei Federali partì il 10 marzo. Il 14, con un'azione a sorpresa, l'intera guarnigione confederata di Fort de Russy venne catturata ed il forte cadde in mani nordiste. L'Ammiraglio nordista Porter bloccò il Red River con una zattera gigante. Con il ritiro di Taylor da Alexandria, l'intera Louisiana centro-meridionale era in mano federale. Tuttavia, per una serie di incomprensioni, le truppe nordiste non si riunirono come originariamente pensato nel piano di Halleck, il quale, nel frattempo, era stato rimosso dall'incarico.
A fine marzo le truppe di Banks erano a sole 65 miglia dal quartier generale della Confederazione per il Dipartimento di Trans-Mississippi, situato nella città di Shreveport. Le altre forze federali, invece, avanzavano con notevole ritardo.

### Battaglia di Mansfield
L'8 aprile, nei boschi attorno alla cittadina di Mansfield, le truppe di Taylor approfittarono del terreno favorevole ed attaccarono Banks i cui uomini, eccessivamente allungati, cedettero alle forze confederate, chiedendo invano soccorso ai rinforzi che, giunti troppo tardi, vennero anch'essi spazzati via. Banks si ritirò a Pleasant Hill a causa della mancanza di acqua e per unirsi con gli uomini del Gen. A.J. Smith. I Federali subirono oltre 2 200 perdite, oltre il doppio di quelle dei Confederati (900) a cui bisogna aggiungere centinaia di sbandati catturati successivamente, le due divisioni del XIII corpo che avevano affrontato per prime le forze confederate dopo la battaglia erano talmente malridotte che furono rimandate subito nelle retrovie non partecipando alla battaglia di Pleasant Hill; i confederati persero il Brig. Gen. Mouton, ucciso mentre guidava i suoi uomini nella carica iniziale.

### Battaglia di Pleasant Hill
Il 9 aprile, attorno al piccolo villaggio di Pleasant Hill, ripresero i combattimenti del giorno precedente. Con l'arrivo dei rinforzi entrambi gli schieramenti contavano su circa 12 000 uomini. Il Brig. Gen. confederato Thomas J. Churchill iniziò l'attacco alle forze dell'Unione, tuttavia i calcoli di Taylor erano sbagliati: anziché caricare il fianco dell'Unione, i sudisti si trovarono davanti al grosso delle forze federali. Fanteria e cavalleria confederata soffrirono pesantemente il fuoco nemico. Churchill riuscì comunque a far crollare la posizione centrale dell'Unione, anche se i suoi uomini si ritrovarono bloccati dalle divisioni di A.J. Smith. Il contrattacco lanciato dalle forze di Smith e Mower spinse gli uomini di Taylor fuori da Pleasant Hill, recuperando alcuni cannoni persi nella battaglia di Mansfield. Tuttavia Banks, a corto di acqua e mangimi per i cavalli, non sapendo dove le sue barche di appoggio si trovassero, e ricevendo pareri divisi da suoi ufficiali superiori, ordinò una rapida ritirata lungo il fiume verso Natchitoches e Grand Ecore. Fu così vanificata la vittoria tattica dell'Unione, a vantaggio dei confederati che ne conseguirono una vittoria strategica.

### Battaglia di Blair's Landing
Il Red River presentava un livello dell'acqua estremamente basso; Taylor fece deviare il corso di un affluente per abbassare ulteriormente il livello. L'Ammiraglio Porter decise così di seguire l'esempio di Banks e ritirare le forze; il tragitto venne ostacolato dalla cavalleria confederata che, tuttavia, perse a Blair's Landing il suo comandante, il brig. gen. Thomas Green colpito mortalmente il 12 aprile da un proiettile sparato da una cannoniera federale.
Davanti alle inaspettate difficoltà, con l'esercito in ritirata e con l'ordine di Grant di riportare le truppe a New Orleans, i rapporti tra A.J. Smith e Banks divennero insostenibili. Anche tra i confederati, tuttavia, non regnava l'ordine e, nonostante Taylor volesse attaccare e distruggere le forze di Banks, il generale Edmund Kirby Smith optò per spostarsi a nord. Qui, grazie alle vittorie nella battaglia di Poison Spring e nella battaglia di Marks' Mills riuscì a fermare la spedizione Camden e sconfiggere il Mag. Gen. Frederick Steele che tentava di prendere Shreveport per poi marciare sul Texas.
Rimasto con soli 5 000 uomini, Taylor, nella battaglia di Monett's Ferry, perse l'occasione di distruggere o catturare l'esercito di Banks.
Per facilitare il ritiro delle navi, Banks fece costruire una diga in legno sul Red River. Taylor, sebbene abilissimo nel far credere ai federali di disporre di molti più uomini di quelli effettivamente in possesso, non poté arrestare la fuga nordista: l'insignificante scontro nella battaglia di Mansura e la vittoria unionista nella battaglia di Yellow Bayou posero fine alla Campagna con il completo ritiro dei Federali dalla Louisiana.

## Conseguenze
La Campagna del Red River fu un fiasco per l'Unione, ed il suo esito portò al prolungarsi di una guerra ormai avviata verso la vittoria nordista.
Il fallimento della campagna pose fine alla carriera militare di Banks. I Confederati persero due comandanti chiave (Mouton e Green), soffrirono perdite che non potevano permettersi e sfuggì loro la grande occasione di catturare l'intera flotta dell'Unione che si trovava impotente sopra le cascate di Alexandria.
Fra l'altro sarebbero dovuto arrivare 5 brigate texane di rinforzo pari a circa 8 000 uomini ma, la riluttanza di Magruder (comandante del dipartimento del Texas) a cedere le proprie forze unita allo scarso polso dimostrato nel frangente da Kirby Smith, fecero sì che a Mansfied e a Pleansant Hill fossero presenti solo 2 brigate Texane di rinforzo (circa 3 000 uomini).
Se fossero state presenti tutte, con ogni probabilità le forze nordiste in quella battaglia sarebbero state duramente sconfitte e la campagna si sarebbe trasformata in una delle più grandi débâcle federali con ripercussioni sull'intera guerra civile.
In più Taylor chiese che gli fosse messa a disposizione la 1ª Brigata della Luisiana formata con i reggimenti che erano stati catturati a Vicksburg, ma gli fu negato anche questo reparto
Il 22 ° Reggimento di Cavalleria del Texas, noto anche come il Primo Reggimento Indiano, guidato dal Chickasaw Allen Burton Holder riuscì a tenere le forze dell'Unione fuori dalla valle del Red River e dal Texas per il resto della guerra.